# Blatný rybník
Blatný rybník je vodní nádrž v katastru obce Bedřichov (okres Jablonec nad Nisou), postavená na Blatném potoce necelý kilometr proti proudu nad jeho vyústěním do vodní nádrže Josefův Důl. Až do roku 1897 byla tato nádrž jedinou v Jizerských horách.

## Historie
Původně byly vybudovány rybníky dva. Dolní rybník dnes již není možné spatřit, protože pozůstatky, které zůstaly po jeho vypuštění, se nachází pod dnešní Josefodolskou přehradou. Horní rybník byl vybudován v roce 1780 pro potřeby tehdejší panské pily. Tato pila byla později také pronajímána i soukromým osobám a fungovala až do roku 1920, kdy byla její činnost zastavena. Od tohoto roku spád vody vytékající z Blatného rybníka byl používán pouze pro výrobu elektřiny pro nedalekou myslivnu na Nové Louce.

## Okolí rybníka

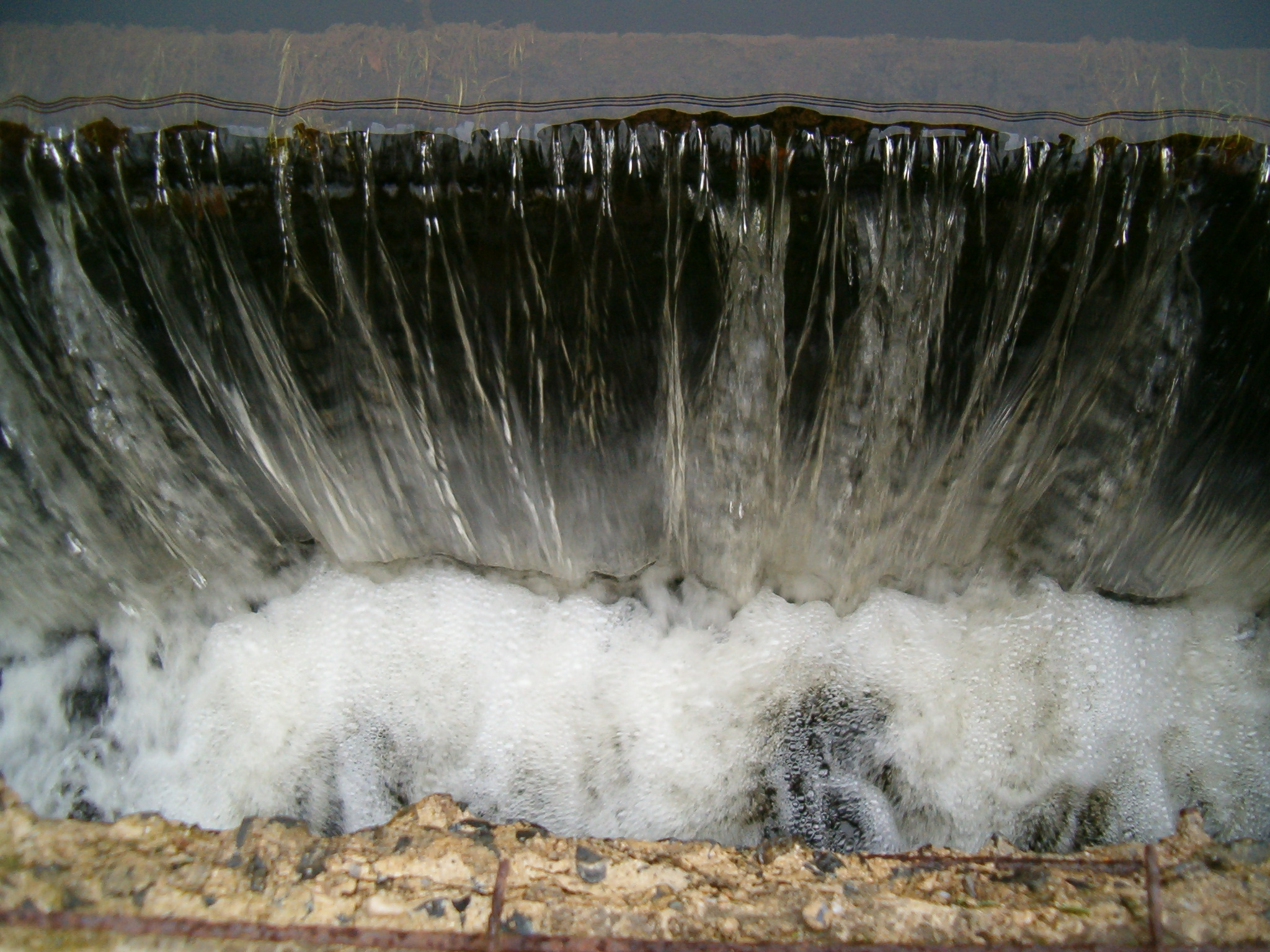
Blatný rybník

V oklolí rybníka se nachází řada turistických značených tras, po kterých se běhá mimo jiné tradiční dálkový závod na běžkách Jizerská padesátka, kdy závodníci přijíždějí k Blatnému rybníku ze směru od Nové Louky a pokračují dále na Kristiánov. Kromě zmíněných dvou směrů se ještě můžete odsud vydat rovnou do Bedřichova v Jizerských horách a nebo k Josefodolské přehradě.